# Pogonomyrmex desertorum
Pogonomyrmex desertorum is een mierensoort uit de onderfamilie van de Myrmicinae. De wetenschappelijke naam van de soort werd voor het eerst geldig gepubliceerd in 1902 door William Morton Wheeler.